# 2991 Більбо
2991 Більбо (2991 Bilbo) — астероїд головного поясу, відкритий 21 квітня 1982 року.
Тіссеранів параметр щодо Юпітера — 3,528.